# Молодёжь Европейской народной партии
Молодёжь Европейской народной партии (англ. Youth of the European People’s Party, YEPP) — молодёжная организация при Европейской народной партии.

## Основной вид деятельности

### Принципы
Основанная в 1997 году, молодёжная организация YEPP является отделом Европейской Народной Партии (EPP), которая, в свою очередь, является слиянием христианско-демократических и консервативных партий в Европе. YEPP представляет 51 национальную молодёжную организацию, включая около 1,4 млн членов.

### Политические позиции
Основными ценностями YEPP являются свобода, демократическое правовое государство, социальная рыночная экономика, объединённая Европа и субсидиарность. YEPP относит себя к христианско-демократическим силам, действующим в Европе. YEPP не поддерживает полноправное членство Турции в Европейском союзе. Кроме того, YEPP стремится повышать уровень информированности об изменении климата для того, чтобы уже сейчас заботиться о будущих поколениях и основах их существования. YEPP также признает демографическое развитие в Европе одним из вызовов и таким образом пытается внести свой вклад в достижение равенства между поколениями.

## Внутренние структуры

### Сегментация / Органы
YEPP разделяется на 3 органа: Конгресс (Congress), Совет (Council) и Правление (Board).
Конгресс является высшим органом YEPP и собирается каждые 2 года, что можно сопоставить с партийным съездом. Конгресс избирает правление, определяет политические направления и рабочий график YEPP. Обладающие правом голоса в конгрессе — это члены правления и делегаты организаций-членов (количество обладающих правом голоса, по состоянию на 2009 год: 213).
Совет является высшим органом между съездами и собирается четыре раза в год. Членами совета являются члены правления, а также один делегат от каждой организации-члена и один представитель от организаций-наблюдателей. Основными функциями Совета являются выработка основных политических позиций YEPP, принятие решений по поводу кандидатов, которым будет предоставлен статус наблюдателя и планирование бюджета. Совет также дает Конгрессу свои рекомендации относительно кандидатов на полноправное членство.
Правление отвечает за ежедневную политическую работу и собирается не реже четырёх раз в год. Правление состоит из президента, первого вице-президента, девяти вице-президентов, генерального секретаря и заместителя генерального секретаря. Члены правления не должны быть старше 35 лет. Правление — это исполнительный орган YEPP. Правление реализует решения Совета и Конгресса, представляет YEPP в других институтах и организациях, готовит заседания Совета и предоставляет рекомендации Совету и Конгрессу относительно включения или исключения организаций-членов или организаций-наблюдателей.